# Luis Sinisterra
Luis Fernando Sinisterra Lucumí (Santander de Quilichao, 17 giugno 1999) è un calciatore colombiano, attaccante del Bournemouth e della nazionale colombiana.

## Caratteristiche tecniche
Ala di piede destro, preferisce agire sul lato sinistro del campo per accentrarsi e provare la conclusione. In possesso di un ottimo dribbling e una buona velocità, risulta spesso uomo-assist.

## Carriera

### Club
Cresciuto nelle giovanili dell'Once Caldas, ha esordito in prima squadra il 19 marzo 2016 in occasione del match di campionato perso 1-0 contro il Deportivo Pasto.
L'8 luglio 2018 viene acquistato dal Feyenoord per 2 milioni di euro.
Il 7 luglio 2022 viene ceduto al Leeds Utd per 25 milioni di euro più 5 milioni di bonus. Una cifra importante che viene ripagata sul campo con buone prestazioni dell'attaccante che segna 5 goal in Premier League e 2 goal in coppa.
Nell'estate del 2023 viene ceduto al Bournemouth in prestito con diritto di riscatto che è stato esercitato dopo le prestazioni convincenti dell'attaccante.

### Nazionale
Nel 2019 ha partecipato ai Mondiali Under-20.
Nell'ottobre del 2019 viene convocato in nazionale maggiore dall'ex commissario tecnico Carlos Queiroz. Il 15 dello stesso mese debutta in occasione dell'amichevole persa 3-0 contro l'Algeria.

## Statistiche

### Presenze e reti nei club
Statistiche aggiornate al 13 aprile 2024.
| Stagione           | Squadra            | Campionato         | Campionato | Campionato | Coppe nazionali | Coppe nazionali | Coppe nazionali | Coppe continentali | Coppe continentali | Coppe continentali | Altre coppe | Altre coppe | Altre coppe | Totale | Totale |
| Stagione           | Squadra            | Comp               | Pres       | Reti       | Comp            | Pres            | Reti            | Comp               | Pres               | Reti               | Comp        | Pres        | Reti        | Pres   | Reti   |
| ------------------ | ------------------ | ------------------ | ---------- | ---------- | --------------- | --------------- | --------------- | ------------------ | ------------------ | ------------------ | ----------- | ----------- | ----------- | ------ | ------ |
| 2016               | Once Caldas        | A                  | 2          | 0          | CC              | 0               | 0               | -                  | -                  | -                  | -           | -           | -           | 2      | 0      |
| 2017               | Once Caldas        | A                  | 2          | 0          | CC              | 0               | 0               | -                  | -                  | -                  | -           | -           | -           | 2      | 0      |
| 2018               | Once Caldas        | A                  | 19         | 4          | CC              | 0               | 0               | -                  | -                  | -                  | -           | -           | -           | 19     | 4      |
| Totale Once Caldas | Totale Once Caldas | Totale Once Caldas | 23         | 4          |                 | 0               | 0               |                    | -                  | -                  |             | -           | -           | 23     | 4      |
| 2018-2019          | Feyenoord          | ED                 | 5          | 0          | CO              | 2               | 0               | UEL                | 0                  | 0                  | SO          | 0           | 0           | 7      | 0      |
| 2019-2020          | Feyenoord          | ED                 | 21         | 5          | CO              | 3               | 0               | UEL                | 8                  | 2                  | -           | -           | -           | 32     | 7      |
| 2020-2021          | Feyenoord          | ED                 | 22         | 4          | CO              | 2               | 1               | UEL                | 1                  | 0                  | -           | -           | -           | 25     | 5      |
| 2021-2022          | Feyenoord          | ED                 | 30         | 12         | CO              | 1               | 0               | UECL               | 18                 | 11                 | -           | -           | -           | 49     | 23     |
| Totale Feyenoord   | Totale Feyenoord   | Totale Feyenoord   | 78         | 21         |                 | 8               | 1               |                    | 27                 | 13                 |             | 0           | 0           | 113    | 35     |
| 2022-2023          | Leeds Utd          | PL                 | 19         | 5          | FACup+CdL       | 2+1             | 1+1             | -                  | -                  | -                  | -           | -           | -           | 22     | 7      |
| ago. 2023          | Leeds Utd          | FLC                | 2          | 1          | FACup+CdL       | 0+2             | 0               | -                  | -                  | -                  | -           | -           | -           | 4      | 1      |
| Totale Leeds       | Totale Leeds       | Totale Leeds       | 21         | 6          |                 | 5               | 2               |                    | -                  | -                  |             | -           | -           | 26     | 8      |
| 2023-2024          | Bournemouth        | PL                 | 20         | 2          | FACup+CdL       | 3+0             | 1+0             | -                  | -                  | -                  | -           | -           | -           | 23     | 3      |
| Totale carriera    | Totale carriera    | Totale carriera    | 142        | 33         |                 | 16              | 4               |                    | 27                 | 13                 |             | 0           | 0           | 185    | 50     |

### Cronologia presenze e reti in nazionale
| Cronologia completa delle presenze e delle reti in nazionale ― Colombia | Cronologia completa delle presenze e delle reti in nazionale ― Colombia | Cronologia completa delle presenze e delle reti in nazionale ― Colombia | Cronologia completa delle presenze e delle reti in nazionale ― Colombia | Cronologia completa delle presenze e delle reti in nazionale ― Colombia | Cronologia completa delle presenze e delle reti in nazionale ― Colombia | Cronologia completa delle presenze e delle reti in nazionale ― Colombia | Cronologia completa delle presenze e delle reti in nazionale ― Colombia |
| Data                                                                    | Città                                                                   | In casa                                                                 | Risultato                                                               | Ospiti                                                                  | Competizione                                                            | Reti                                                                    | Note                                                                    |
| ----------------------------------------------------------------------- | ----------------------------------------------------------------------- | ----------------------------------------------------------------------- | ----------------------------------------------------------------------- | ----------------------------------------------------------------------- | ----------------------------------------------------------------------- | ----------------------------------------------------------------------- | ----------------------------------------------------------------------- |
| 15-10-2019                                                              | Lilla                                                                   | Algeria                                                                 | 3 – 0                                                                   | Colombia                                                                | Amichevole                                                              | -                                                                       | 46’                                                                     |
| 5-9-2021                                                                | Asunción                                                                | Paraguay                                                                | 1 – 1                                                                   | Colombia                                                                | Qual. Mondiali 2022                                                     | -                                                                       | 67’                                                                     |
| 10-10-2021                                                              | Barranquilla                                                            | Colombia                                                                | 0 – 0                                                                   | Brasile                                                                 | Qual. Mondiali 2022                                                     | -                                                                       | 74’                                                                     |
| 24-3-2022                                                               | Barranquilla                                                            | Colombia                                                                | 3 – 0                                                                   | Bolivia                                                                 | Qual. Mondiali 2022                                                     | -                                                                       | 65’                                                                     |
| 29-3-2022                                                               | Ciudad Guayana                                                          | Venezuela                                                               | 0 – 1                                                                   | Colombia                                                                | Qual. Mondiali 2022                                                     | -                                                                       | 64’                                                                     |
| 25-9-2022                                                               | Harrison                                                                | Colombia                                                                | 4 – 1                                                                   | Guatemala                                                               | Amichevole                                                              | 1                                                                       | 46’                                                                     |
| 28-9-2022                                                               | Santa Clara                                                             | Messico                                                                 | 2 – 3                                                                   | Colombia                                                                | Amichevole                                                              | 2                                                                       | 46’                                                                     |
| 7-9-2023                                                                | Barranquilla                                                            | Colombia                                                                | 1 – 0                                                                   | Venezuela                                                               | Qual. Mondiali 2026                                                     | -                                                                       | 88’                                                                     |
| 12-9-2023                                                               | Santiago del Cile                                                       | Cile                                                                    | 0 – 0                                                                   | Colombia                                                                | Qual. Mondiali 2026                                                     | -                                                                       | 71’                                                                     |
| 12-10-2023                                                              | Barranquilla                                                            | Colombia                                                                | 2 – 2                                                                   | Uruguay                                                                 | Qual. Mondiali 2026                                                     | -                                                                       | 80’                                                                     |
| 16-11-2023                                                              | Barranquilla                                                            | Colombia                                                                | 2 – 1                                                                   | Brasile                                                                 | Qual. Mondiali 2026                                                     | -                                                                       | 46’                                                                     |
| 8-6-2024                                                                | Landover                                                                | Stati Uniti                                                             | 1 – 5                                                                   | Colombia                                                                | Amichevole                                                              | 1                                                                       | 71’                                                                     |
| 15-6-2024                                                               | East Hartford                                                           | Colombia                                                                | 3 – 0                                                                   | Bolivia                                                                 | Amichevole                                                              | -                                                                       | 84’                                                                     |
| 2-7-2024                                                                | Santa Clara                                                             | Brasile                                                                 | 1 – 1                                                                   | Colombia                                                                | Coppa America 2024 - 1º turno                                           | -                                                                       | 89’                                                                     |
| 6-7-2024                                                                | Glendale                                                                | Colombia                                                                | 5 – 0                                                                   | Panama                                                                  | Coppa America 2024 - Quarti di finale                                   | -                                                                       | 65’                                                                     |
| 10-7-2024                                                               | Charlotte                                                               | Uruguay                                                                 | 0 – 1                                                                   | Colombia                                                                | Coppa America 2024 - Semifinale                                         | -                                                                       | 86’                                                                     |
| 6-9-2024                                                                | Lima                                                                    | Perù                                                                    | 1 – 1                                                                   | Colombia                                                                | Qual. Mondiali 2026                                                     | -                                                                       | 27’ 46’                                                                 |
| 15-10-2024                                                              | Barranquilla                                                            | Colombia                                                                | 4 – 0                                                                   | Cile                                                                    | Qual. Mondiali 2026                                                     | 1                                                                       | 76’                                                                     |
| Totale                                                                  |                                                                         | Presenze                                                                | 18                                                                      |                                                                         | Reti                                                                    | 5                                                                       |                                                                         |

## Palmarès

### Club
- Supercoppa dei Paesi Bassi: 1

Feyenoord: 2018

### Individuale
- Squadra della stagione della UEFA Europa Conference League: 1

2021-2022
- Giovane dell'anno della UEFA Conference League: 1

2021-2022